# بيت من الشمع (فلم 2005)
بيت من الشمع (بالإنجليزية: House of Wax) هو فيلم تقطيع تم انتاجه في الولايات المتحدة وأستراليا وصدر سنة 2005 بطولة إليشا كثبيرت وباريس هيلتون وجاريد بادالكي وتشاد مايكل موراي وهو عبارة عن إعادة صناعة لفيلم يحمل نفس الاسم صدر سنة 1953.

## القصة
ستة أصدقاء في طريقهم لحضور مباراة كرة قدم في منطقة بعيدة وبمنتصف الطريق يقرروا نصب مخيم واستكمال الرحلة في الغد، إلا أن السيارة يحدث بها عطل ويذهب اثنان منهما لاصلاحها في منطقة تسمى «امبروز» هذه المنطقة المميزة بمتحف يسمى متحف الشمع لكنه ليس كما يتهيأ لهما عندما يدخلاه ويتعرضا لمواقف مرعبة جدا وسيبحث عنهما اصدقائهما وسط العديد من الصراعات.

## الميزانية والإيرادات
كلف الفيلم 40 مليون دولار وحقق ارباح تقدر بـ 70.1 مليون دولار.

## الجوائز
فاز الفيلم بثلاث جوائز من حفل جوائز اختيارات المراهقين سنة 2006.

## وصلات خارجية
- مقالات تستعمل روابط فنية بلا صلة مع ويكي بيانات

بيت من الشمع على IMDb
بيت من الشمع على Rotten Tomatos
بيت من الشمع على AllMovie
بيت من الشمع على Metacritic